# 锡岑多夫
锡岑多夫是德国图林根州的一个市镇。总面积2.52平方公里，总人口891人，其中男性439人，女性452人（2011年12月31日），人口密度354人/平方公里。